# Laeospira cornuarietis
Laeospira cornuarietis är en ringmaskart som först beskrevs av Philippi 1844.  Laeospira cornuarietis ingår i släktet Laeospira och familjen Serpulidae. Inga underarter finns listade i Catalogue of Life.